# S/2007 (612719) 1
S/2007 (612719) 1 é o objeto secundário do corpo celeste denominado de (612719) 2003 WU188. Ele é um objeto transnetuniano que tem cerca de 129 quilômetros de diâmetro e orbita o corpo primário a uma distância de 1 300 ± 100 quilômetros.

## Descoberta
S/2007 (612719) 1 foi descoberto através do telescópio espacial Hubble e sua descoberta foi anunciada em 14 de março de 2007.